# Phyllanthus glochidioides
Phyllanthus glochidioides är en emblikaväxtart som beskrevs av Adolph Daniel Edward Elmer. Phyllanthus glochidioides ingår i släktet Phyllanthus och familjen emblikaväxter.
Artens utbredningsområde är Filippinerna. Inga underarter finns listade i Catalogue of Life.